# Sunntigerspitze
Die Sunntigerspitze ist ein 2321 m ü. A. hoher Gipfel im Rosslochkamm nördlich der Hallerangeralm (1774 m ü. A.) im Karwendel in Tirol.
Vom Hallerangerhaus bzw. der Hallerangeralm erfolgt in der Regel der leichte und lohnende Aufstieg auf einem markierten Steig vorbei am Melzerdenkmal (im Gedenken an Otto Melzer und Emil Spötl, die beim Versuch der Erstbegehung der Nordwand der Östlichen Praxmarerkarspitze tödlich abstürzten) auf den Rosslochkamm und über den Westgrat zum Gipfel.
Die Ersteigung des Bergs ist gut mit dem leichten Übergang zum westlich gelegenen Reps (2159 m ü. A.) zu verbinden, dem westlichen Eckpunkt des Grates. Östlich der Sunntigerspitze setzt sich der Rosslochkamm zur Hallerangerspitze (2442 m ü. A.) fort, der Übergang erfordert Kletterei im dritten Grad (Stellen III UIAA).
Die nördlich liegenden Wandabstürze ins Rossloch sind kaum begangen.
Der Name kommt von Sonntager und bezeichnet harmloses Gelände beim Hüten, damit sich die Hirten früher etwas Sonntagsruhe gönnen konnten.
Früher war der Rosslochkamm ein Bergbaugebiet (Beim Silbernen Hansl u. a.) und ist noch heute eine Fundstelle für Mineralien.